# VK UP Olomouc
Volejbalový klub Univerzity Palackého Olomouc (VK UP Olomouc), dříve Sportovní klub Univerzity Palackého v Olomouci (SK UP Olomouc), je ženský volejbalový klub v Olomouci.
Oddíl žen byl založen v roce 1953. V dnešní době má celkem 11 družstev v soutěžích, je 4 násobným mistrem samostatné ČR, 3 násobným vítězem poháru a účastníkem poháru mistryň (v roce 1994 dokonce 4. místo). Sídlí v moderní sportovní hale Univerzity Palackého na ulici U Sportovní haly. Základna žákyněk je ve sportovní škole Terera a Helsinská.

## Hráčky sezóny 2019
| Dres | Jméno                 | Post        |
| 9    | Katarína Dudová       | Nahrávačka  |
| 5    | Erica Handley         | Nahrávačka  |
| 8    | Veronika Bezhandolská | Blokařka    |
| 3    | Veronika Trnková      | Blokařka    |
| 16   | Veronika Strušková    | Blokařka    |
| 6    | Radka Hendrichová     | Blokařka    |
| 5    | Eva Hodanová          | Smečařka    |
| 2    | Martina Michalíková   | Smečařka    |
| 7    | Michaela Ambrožová    | Smečařka    |
| 1    | Ganna Burbelyuk       | Smečařka    |
| 14   | Anastasia Kazachenka  | Smečařka    |
| 10   | Monika Dedíková       | Smečařka    |
| 18   | Gabriela Orvošová     | Univerzálka |
| 17   | Adéla Stavinohová     | Libero      |
| 11   | Denisa Kulová         | Libero      |

## Družstva v soutěžích
- ženy (extraliga)
- juniorky A (extraliga)
- juniorky B (krajský přebor)
- kadetky A (extraliga)
- kadetky B
- kadetky C (krajský přebor)
- žačky A, B, C, D, E (krajský přebor)

Funkci B-týmu žen plní farmářský oddíl TJ Sokol Šternberk (1. liga).

## Největší úspěchy oddílu v samostatné ČR

### Vítěz extraligy
- 1993
- 1994
- 1995
- 1996
- stříbro - 2008, 2011, 2016, 2017
- bronz - 1997, 1999, 2003, 2009, 2012, 2013 a 2014

### Vítěz Českého poháru
- 1994
- 1995
- 2017
- 2018
- finalista - 2009, 2011 a 2012

### Pohár mistryň (známý jako Champions League)
- 4. místo v roce 1994
- čtvrtfinále v roce 1995